# Tora e Piccilli

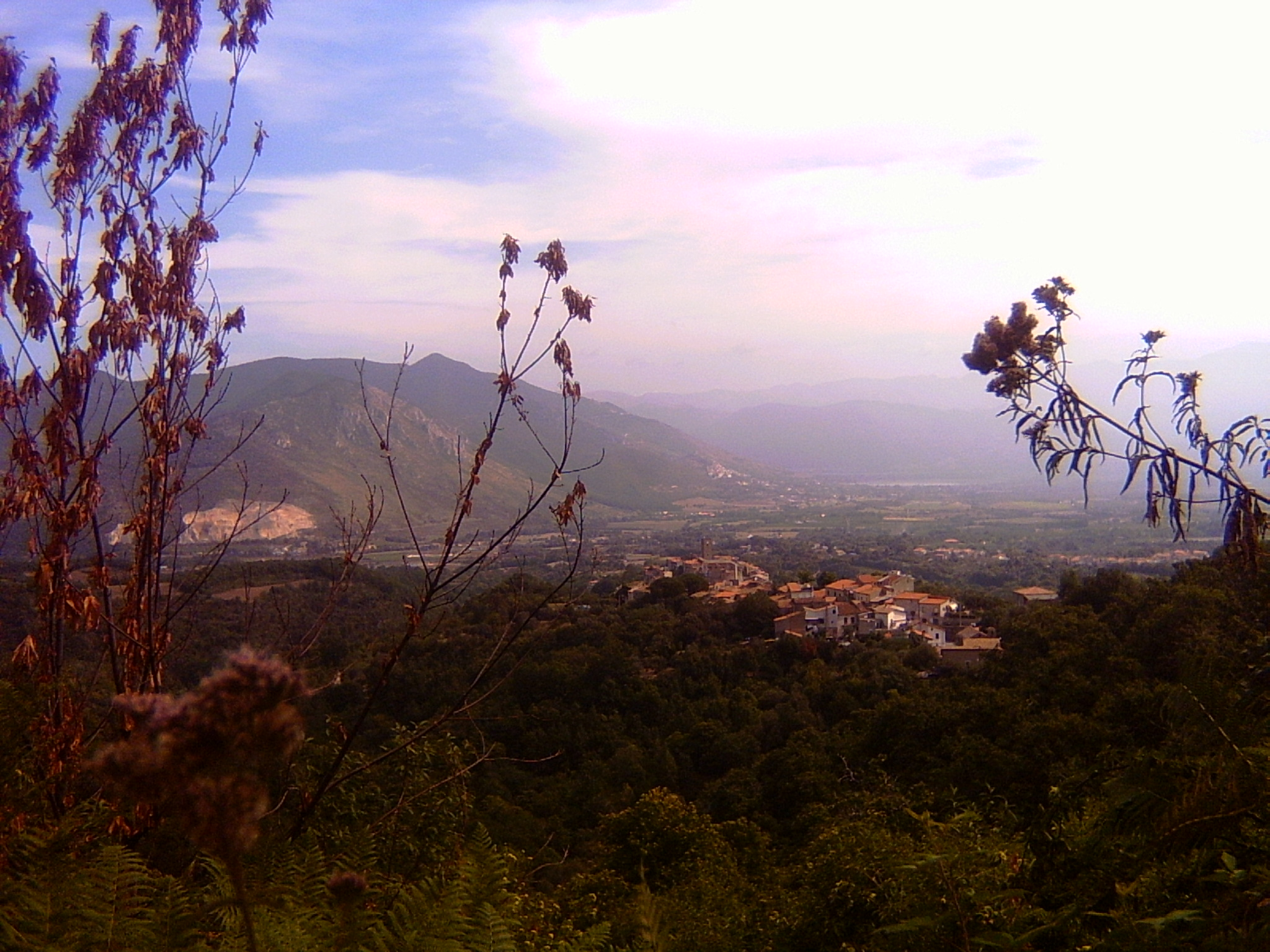
Blick auf Tora

Tora e Piccilli ist eine italienische Gemeinde (comune) mit 742 Einwohnern (Stand 31. Dezember 2023) in der Provinz Caserta in Kampanien. Sie ist Bestandteil der Comunità Montana Monte Santa Croce. Die Gemeinde liegt etwa 39 Kilometer nordwestlich von Caserta im Parco naturale di Roccamonfina-Foce Garigliano im nordöstlichen Teil des Vulkanschildes des Roccamonfina, der mittlerweile erloschen ist. 

## Verkehr
Am östlichen Rand der Gemeinde verlaufen die Autostrada A1 (Rom-Neapel) und die Strada Statale 6 Via Casilina. An der Bahnstrecke Roma–Cassino–Napoli liegt auch der Bahnhof Tora-Presenzano.